# Yassinicythere
Yassinicythere is een geslacht van kreeftachtigen uit de klasse van de Ostracoda (mosselkreeftjes).

## Soorten
- Yassinicythere bassiounii (Hartmann, 1978) Howe & Mckenzie, 1989
- Yassinicythere ornata
- Yassinicythere triornata Yassini, Jones & Jones, 1993